# ليلى محمد
ليلى محمد (7 كانون الثاني/يناير 1959 -)، ممثلة عراقية راقصة شعبية منتجة وملكة جمال الربيع في روما  حاصلة على دكتوراه في فلسفة التمثيل والكوركرافيا

## حياتها
ولدت بمدينة كربلاء وبرغم أنها بدأت مشوارها الفني في معهد الدراسات الموسيقية عام 1982 لكنها اختارت التمثيل. تقدمت للدراسة في أكاديمية الفنون الجميلة ببغداد. انتقلت عام 1982 إلى الفرقة القومية للتمثيل التي كانت بحاجة لفنانة استعراضية والوسط الفني آنذاك كان يخلو من الفنانات الاستعراضيات، لكنها لم تبدأ في التمثيل باعمال استعراضية بل بأعمال جادة فقد بدأت بمسرحيات جادة وكانت تملك رصيدا جيدا بالمجال الاستعراضي من خلال تواجدها مدة عشر سنوات بالفنون الشعبية إضافة إلى دراستها في معهد الفنون الجميلة ببغداد، قدمت أول عمل بطولي لها في مسرحية (الشبكة والحوت) تأليف وإخراج الفنان القدير طه سالم وتمثيل هناء محمد ونزار السامرائي وكانت فيه البطولة مشتركة، أما البطولة الفردية فقد نالتها في مسرحية (الناي والقمر) تأليف وإخراج الفنان القدير وجدي العاني. قدمت أول عمل مسرحي استعراضي غنائي لها بالمعنى الكامل للعمل الاستعراضي مسرحية (جذور الحب) عام 1983 ـ 1984 إخراج الفنان محسن العزاوي وكذلك قدمت أبرز عمل مسرحي شعبي وهي مسرحية (المحطة) التي أخرجها الفنان المسرحي فتحي زين العابدين وشارك ببطولتها كل من الراحل عبد الجبار كاظم والراحل طالب الفراتي ونهلة داخل وعدنان الحداد وعدنان شلاش الراحل عبد علي اللامي وغيرهم، وحققت المسرحية المذكورة نجاحا كبيرا. شاركت في أعمال مسرحية أخرى مثل (الشريعة) و(عقدة حمار) إخراج فاضل خليل، و (سيدتي الجميلة) وغيرها من الأعمال المسرحية. اشتركت في العديد من الأعمال السينمائية أبرزها: (شيء من القوة) و (ستة على ستة) و (افترض نفسك سعيدا) وغيرها من الأعمال السينمائية

## أعمالها

### في التلفزيون
| سنة الإنتاج | اسم المسلسل           | الشخصية |
| ----------- | --------------------- | ------- |
| 2012        | م.م                   |         |
| 2001        | الملاذ آمن            |         |
| 1998        | حكايات للرياحين       |         |
| 1998        | قضية الدكتور سين      | هيلين   |
| 1997        | وداعا أيها الحب       |         |
| 1997        | ورشة حارتنا           |         |
| 1995        | شيء من الحب والكبرياء |         |
| 1990        | ابن حران              | (جمله)  |
| 1987        | عنفوان الأشياء        |         |
| 1985        | جرحك يا ذيب           |         |
| 1985        | دائما نحب             |         |
|             | الرسالة الصفراء       |         |
|             | القضوة                |         |
|             | لقاء النشامى          | (ريم)   |
|             | جذور الحب             |         |

### في السينما
| سنة الإنتاج | الفيلم           | الشخصية |
| ----------- | ---------------- | ------- |
|             | شيء من القوة     |         |
|             | الحب الضائع      |         |
| 1984        | فائق يتزوج       |         |
| 1985        | العاشق           |         |
| 1988        | ستة على ستة      |         |
| 1989        | وجهان في الصورة  |         |
| 1990        | عريس ولكن        |         |
| 1994        | افترض نفسك سعيدا |         |

### في المسرح
| سنة الإنتاج | المسرحية        | الشخصية             |
| ----------- | --------------- | ------------------- |
| 2014        | نورية           |                     |
| 2006        | فجر يوم ثامن    |                     |
| 1993        | عقدة حمار       | (حورية زوجة مكطوع ) |
| 1989        | الأشواك         |                     |
| 1988        | الأسود والأبيض  |                     |
| 1988        | الشريعة         |                     |
| 1988        | نور والساحر     |                     |
| 1988        | نورا والساحر    |                     |
| 1987        | دزدمونة العراق  |                     |
| 1986        | مسرحية الأشواك  |                     |
| 1985        | The station     |                     |
| 1985        | المحطة          |                     |
| 1984        | الناي والقمر    |                     |
|             | (الشريعة)       |                     |
|             | (عقدة حمار)     |                     |
|             | (سيدتي الجميلة) |                     |

### في الكتابة
- (2000):نورية
- (2011) منطقة البوح والجنون
- (2013):حرير
- هيذر رافو، «تسعة أقسام للرغبة»[3]

## أبرز الجوائز التي حصلت عليها
- أفضل ممثلة مسرحية 1986 عن مسرحية الأشواك 1987 عن مسرحية (دزدمونة العراق) / قرطاج 1988 عن مسرحية (نورا والساحر) / مصر 2006 عن مسرحية (فجر يوم ثامن) / تونس
- أفضل ممثلة سينمائية 1987 عن فيلم (شيء من القوة)
- إضافة إلى العديد من الجوائز وشهادات التقدير من خلال المشاركة في المهرجانات العراقية والعربية
- وجائزة الإبداع من نقابة الفنانين العراقيين.

## روابط خارجية
- ليلى محمد على موقع قاعدة بيانات الأفلام العربية